# Milo de Tarento
Milo de Tarento (Milon en griego, 310 a. C. - 260 a. C.) fue un general epirota.
En 280 a. C., Milo fue el líder de 3.000 hombres, que fueron enviados a Tarento por Pirro, rey del Epiro, como su vanguardia. Participó en la batalla de Heraclea y continuó la guerra contra los romanos durante la expedición de Pirro en Sicilia en 277 a. C. y 276 a. C.. En 275 a. C. con el regreso de Pirro de Epiro, fue nombrado gobernador de la ciudad de Tarento y de sus fuerzas. En 272 a. C, bajo la presión del cónsul romano Lucio Papirio Cursor, Tarento lo expulsó y se refugió en el Epiro.